# Andrew Ference
Andrew James Stewart Ference (* 17. března 1979, Edmonton, Alberta, Kanada) Je bývalý kanadský hokejový obránce, který naposledy nastupoval za Edmonton Oilers v severoamerické NHL. V minulosti také hrál za Boston Bruins, Pittsburgh Penguins a Calgary Flames.

## Osobní život
Jeho dědeček pochází z Moravan v michalovském okrese, po válce opustil s rodinou Slovensko a na lodi odcestovali do Ameriky, kde se narodil jeho otec Andrew Ferenc senior s americkým občanstvím. Andrew Ferenc senior s Jane čekali prvního potomka dceru Jennifer Ferenc a krátce poté Andrew Ferenc junior. 
V roce 2002 se oženil s Kristou Bradfordovou, se kterou má dvě dcery, Avu a Stellu.
Když hrál v Calgary, dohodl se s kanadským vědcem Davidem Suzukim na programu pro snížení emise uhlíku vytvořené hráči NHL. Do programu je nyní zapojeno přes 500 hráčů.

## Hráčská kariéra

### Nižší soutěže a Pittsburgh Penguins
Svou hokejovou kariéru začal v juniorské WHL, v týmu Portland Winter Hawks. Po třech sezónách v lize ho draftovali Pittsburgh Penguins a poté odehrál ještě další dvě sezony v dresu Hawks. Po ukončení juniorské kariéry hrál krátce v IHL za Kansas City Blades, poté se připojil k farmářskému týmu Penguins Wilkes-Barre/Scranton Penguins. 1. října 1999 už dvacetiletý Ference odehrál svůj debut v NHL za Penguins proti Dallas Stars. Svůj první gól v kariéře vstřelil 13. listopadu téhož roku, do sítě Nashville Predators. Ve třiceti zápasech sezony si připsal 6 bodů. V další sezoně pendloval mezi prvním a farmářským týmem a poprvé se podíval do play-off NHL, kde si připsal 10 bodů než Penguins vypadli s New Jersey Devils. V sezoně 2001-02 zaznamenal osobní rekordy, nyní už překonané, pro počet odehraných zápasů (75) a trestných minut (73).

### Calgary Flames a České Budějovice
V průběhu ročníku 2002–03, konkrétně 9. února 2003 byl vyměněn do Calgary Flames a ve zbytku sezony si připsal 16 startů za první tým. V další sezoně, 2003–04 překonal další osobní rekord, nyní už opět neplatný, pro počet bodů (16). S týmem se podíval do play-off, kde hrál 26 zápasů a to díky tomu, že Flames se dostali až do finále Stanley Cupu, kde nakonec prohráli s Tampa Bay Lightning.
V ročníku 2004–05 proběhla v NHL stávka a tak část sezony strávil v České republice, v týmu HC České Budějovice. HC České Budějovice sestoupili z předešlé sezóny do nižší soutěže, s nabitou sestavou s posilami z NHL (Ference, Martínek, Dvořák nebo Prospal) vrátili České Budějovice zpět do nejvyšší ligy. Po skončení výluky se vrátil do Calgary.
V následující sezoně odehrál všech 82 zápasů za Flames, zaznamenal také své bodové maximum, vstřelil 4 branky a na dalších 27 přihrál. Ve vyřazovací části zaznamenal další 4 asistence. I další ročník začal v dresu plamenů, když stihl odehrát 54 utkání ve kterých zaznamenal čtrnáct kanadských bodů.

### Boston Bruins
10. února 2007 byl vyměněn společně s Chuckem Kobasewem do Boston Bruins za Brada Stuarta a Wayna Primeaua.
V sezoně 2008–09 si připsal v dresu Bruins 1 gól a 15 asistencí. 23. března 2010 podepsal nový tříletý kontrakt s Bruins, který mu zaručil celkově 6,75 milionu dolarů.
Ference se stal důležitým obráncem Bostonu, ve kterém odehrál celých sedm sezon. Nejúspěšnější byl ročník 2010–11, kdy v základní části nasbíral 27 bodů a pomohl svému týmu postoupit do play-off, ve kterém odehrál dalších 25 utkání. Bostonu se podařilo porazit všechny 4 soupeře a tak mohl rodák z Edmontonu poprvé v kariéře zvednout nad hlavu Stanley Cup.
O dva roky později se objevil na 21 zápasů opět kvůli výluce v dresu Českých Budějovic, v další části sezony už ale opět naskakoval za Boston, se kterým se ve zkrácené sezoně dostal do svého třetího finále, tentokrát se však z poháru neradoval.

### Edmonton Oilers
5. července 2013 se jako volný hráč na čtyři roky upsal rodnému Edmontonu, ve kterém se ihned stal kapitánem.

## Ocenění a úspěchy
- 1998 CHL – Nejlepší hráč v pobytu na ledě
- 1998 CHL – Třetí All-Star Tým
- 1998 WHL – První západní All-Star Tým
- 1998 WHL – Nejlepší hráč v pobytu na ledě (+/-)
- 1999 WHL – Druhý západní All-Star Tým
- 1999 WHL – Doug Wickenheiser Memorial Trophy
- 2001 AHL – All-Star Game
- 2002 NHL – YoungStars Roster
- 2005 Postup s týmem HC České Budějovice do ČHL
- 2014 NHL – King Clancy Memorial Trophy

## Prvenství

### NHL
- Debut – 1. října 1999 (Dallas Stars proti Pittsburgh Penguins)
- První asistence – 16. října 1999 (Pittsburgh Penguins proti Chicago Blackhawks)
- První gól – 13. listopadu 1999 (Pittsburgh Penguins proti Nashville Predators, českému brankáři Tomáši Vokounovi)

### ČHL
- Debut – 12. října 2012 (PSG Zlín proti HC Mountfield)
- První asistence – 14. října 2012 (HC Mountfield proti HC Energie Karlovy Vary)
- První gól – 2. listopadu 2012 (HC Sparta Praha proti HC Mountfield, českému brankáři Marku Schwarzovi)

## Klubové statistiky

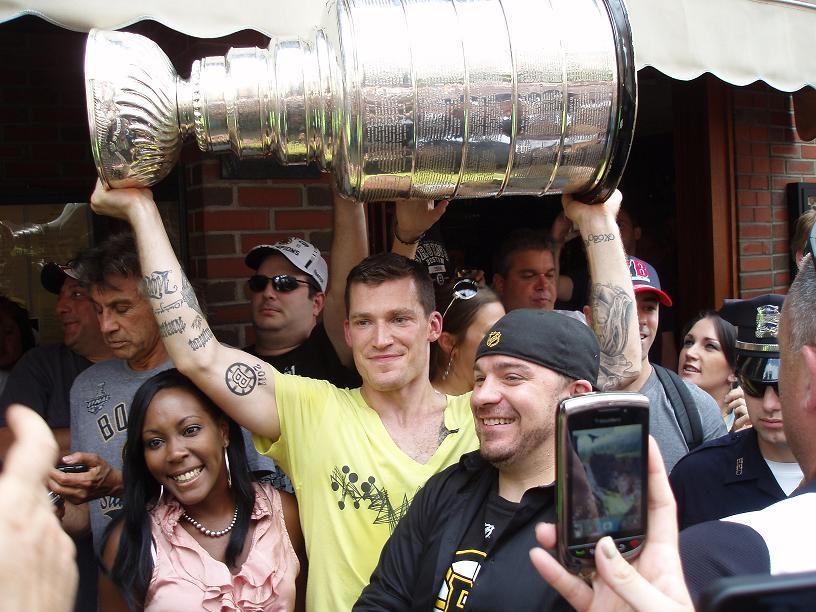
Ference při oslavách vítězství v NHL

| Sezóna       | Klub                           | Soutěž       |     | Základní část | Základní část | Základní část | Základní část | Základní část |   | Play off | Play off | Play off | Play off | Play off |
| Sezóna       | Klub                           | Soutěž       | Z   | G             | A             | B             | TM            | Z             | G | A        | B        | TM       |          |          |
| 1994–95      | Portland Winter Hawks          | WHL          | 2   | 0             | 0             | 0             | 0             | —             | — | —        | —        | —        |          |          |
| 1995–96      | Portland Winter Hawks          | WHL          | 72  | 9             | 31            | 40            | 159           | 7             | 1 | 3        | 4        | 12       |          |          |
| 1996–97      | Portland Winter Hawks          | WHL          | 72  | 12            | 32            | 44            | 163           | 6             | 1 | 2        | 3        | 12       |          |          |
| 1997–98      | Portland Winter Hawks          | WHL          | 72  | 11            | 57            | 68            | 142           | 16            | 2 | 18       | 20       | 28       |          |          |
| 1998–99      | Portland Winter Hawks          | WHL          | 40  | 11            | 21            | 32            | 104           | 4             | 1 | 4        | 5        | 10       |          |          |
| 1998–99      | Kansas City Blades             | IHL          | 5   | 1             | 2             | 3             | 4             | 3             | 0 | 0        | 0        | 0        |          |          |
| 1999–00      | Wilkes-Barre/Scranton Penguins | AHL          | 44  | 8             | 20            | 28            | 58            | —             | — | —        | —        | —        |          |          |
| 1999–00      | Pittsburgh Penguins            | NHL          | 30  | 2             | 4             | 6             | 20            | —             | — | —        | —        | —        |          |          |
| 2000–01      | Wilkes-Barre/Scranton Penguins | AHL          | 43  | 6             | 18            | 24            | 95            | 3             | 1 | 0        | 1        | 12       |          |          |
| 2000–01      | Pittsburgh Penguins            | NHL          | 36  | 4             | 11            | 15            | 28            | 18            | 3 | 7        | 10       | 16       |          |          |
| 2001–02      | Pittsburgh Penguins            | NHL          | 75  | 4             | 7             | 11            | 73            | —             | — | —        | —        | —        |          |          |
| 2002–03      | Pittsburgh Penguins            | NHL          | 22  | 1             | 3             | 4             | 36            | —             | — | —        | —        | —        |          |          |
| 2002–03      | Wilkes-Barre/Scranton Penguins | AHL          | 1   | 0             | 0             | 0             | 0             | —             | — | —        | —        | —        |          |          |
| 2002–03      | Calgary Flames                 | NHL          | 16  | 0             | 4             | 4             | 6             | —             | — | —        | —        | —        |          |          |
| 2003–04      | Calgary Flames                 | NHL          | 72  | 4             | 12            | 16            | 53            | 26            | 0 | 3        | 3        | 25       |          |          |
| 2004-05      | HC České Budějovice            | 1.ČHL        | 19  | 5             | 6             | 11            | 45            | —             | — | —        | —        | —        |          |          |
| 2005–06      | Calgary Flames                 | NHL          | 82  | 4             | 27            | 31            | 85            | 7             | 0 | 4        | 4        | 12       |          |          |
| 2006–07      | Calgary Flames                 | NHL          | 54  | 2             | 10            | 12            | 66            | —             | — | —        | —        | —        |          |          |
| 2006–07      | Boston Bruins                  | NHL          | 26  | 1             | 2             | 3             | 31            | —             | — | —        | —        | —        |          |          |
| 2007–08      | Boston Bruins                  | NHL          | 59  | 1             | 14            | 15            | 50            | 7             | 0 | 4        | 4        | 6        |          |          |
| 2008–09      | Boston Bruins                  | NHL          | 47  | 1             | 15            | 16            | 40            | 3             | 0 | 0        | 0        | 4        |          |          |
| 2009–10      | Boston Bruins                  | NHL          | 51  | 0             | 8             | 8             | 16            | 13            | 0 | 1        | 1        | 18       |          |          |
| 2010–11      | Boston Bruins                  | NHL          | 70  | 3             | 12            | 15            | 60            | 25            | 4 | 6        | 10       | 37       |          |          |
| 2011–12      | Boston Bruins                  | NHL          | 72  | 6             | 18            | 24            | 46            | 7             | 1 | 3        | 4        | 0        |          |          |
| 2012–13      | HC České Budějovice            | ČHL          | 21  | 2             | 5             | 7             | 24            | —             | — | —        | —        | —        |          |          |
| 2012–13      | Boston Bruins                  | NHL          | 48  | 4             | 9             | 13            | 35            | 14            | 0 | 2        | 2        | 4        |          |          |
| 2013–14      | Edmonton Oilers                | NHL          | 71  | 3             | 15            | 18            | 63            | —             | — | —        | —        | —        |          |          |
| 2014–15      | Edmonton Oilers                | NHL          | 70  | 3             | 11            | 14            | 39            | —             | — | —        | —        | —        |          |          |
| 2015–16      | Edmonton Oilers                | NHL          | 6   | 0             | 0             | 0             | 6             | —             | — | —        | —        | —        |          |          |
| Celkem v NHL | Celkem v NHL                   | Celkem v NHL | 907 | 43            | 189           | 225           | 753           | 120           | 8 | 30       | 38       | 122      |          |          |

## Reprezentace
| Rok          | Tým          | Soutěž       | Z | G | A | B | TM |
| ------------ | ------------ | ------------ | - | - | - | - | -- |
| 1999         | Kanada 20'   | MSJ          | 7 | 1 | 2 | 3 | 6  |
| Celkem v MSJ | Celkem v MSJ | Celkem v MSJ | 7 | 1 | 2 | 3 | 6  |